# Jean Michelin (peintre, 1616)
Pour les articles homonymes, voir Jean Michelin.
Jean Michelin, né vers 1616 à Langres et mort le 16 mars 1670 à Paris, est un peintre français.

## Biographie

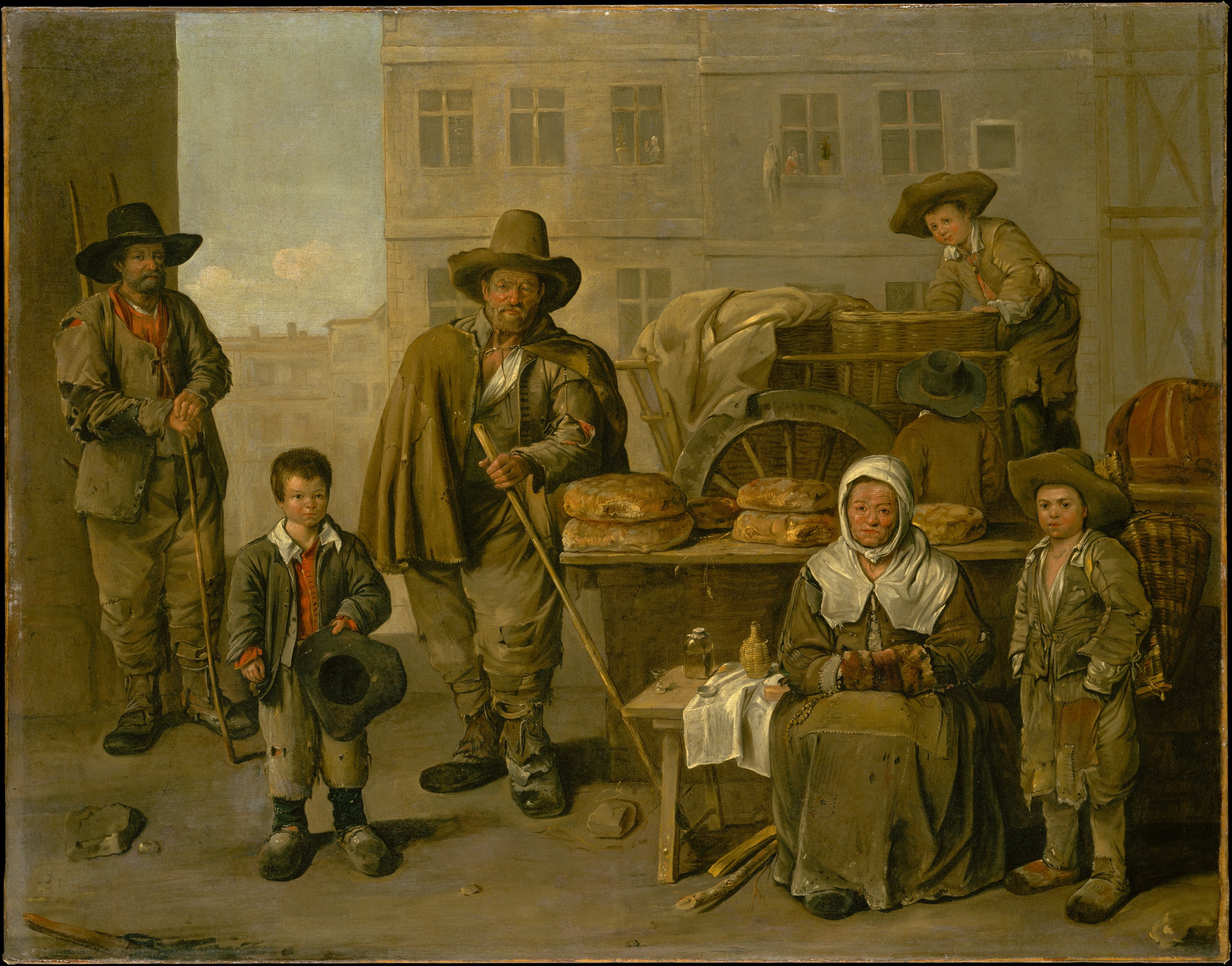
La Charrette du boulanger, 1656.

Disciple d’Antoine et de Louis Le Nain, Michelin a commencé sa carrière comme peintre de bambochades, avant de s’orienter vers les thèmes religieux. Parmi ses œuvres notables, une représentation de l’Adoration des bergers, actuellement au musée du Louvre. Ses scènes de genre de rue, où les humbles gens simples d’un vieux village français sont disposés d’une manière raide et frontale comme s’ils prenaient la pose, paraissent encore plus naïves que les scènes d’intérieur ou de ferme de ses inspirateurs.
L’ancien secrétaire d’État, Loménie de Brienne, qui avait constitué, dans sa jeunesse, une somptueuse collection de tableaux, dénonce : « Bourdon et Michelin, le faiseur de bamboches, qu’il vendoit à la foire pour des tableaux de Le Nain, étoient deux dangereux copistes, des fourbes achevés en fait de copies », avec une mollesse qui annonce déjà les copies du XVIIIe siècle. Sa modernité actuelle réside toutefois dans l’originalité de ses ajouts aux sujets de Le Nain, d’une série extrêmement évocatrice de petits métiers, comme le boulanger, le rémouleur, etc.
On sait peu de choses sur Michelin, mais son tableau, la Charrette du boulanger, a néanmoins servi à délimiter son œuvre, lorsque sa signature et la date de 1656 ont été découvertes, à la fin des années 1920, lors d’un nettoyage de cette toile acquise en 1927 par le Metropolitan Museum of Art de New York,.
Il a été confondu avec un autre peintre nommé Jean Michelin (1623-1696), également originaire de Langres, membre de l’Académie à Paris, qui a travaillé pour le duc Guillaume de Brunswick-Lunebourg à Hanovre.